# Pustertaler (Musikgruppe)
Die Pustertaler sind eine volkstümliche Musikgruppe aus Südtirol.
Die Gruppe stammt aus dem Ahrntal und besteht seit 1991. Sie ist durch zahlreiche Fernsehauftritte im deutschsprachigen Fernsehen und Teilnahmen beim Grand Prix der Volksmusik bekannt geworden.

## Besetzung

### Erhard Niederbrunner
Erhard Niederbrunner ist Leadsänger und Gitarrist.

### Werner Niederbrunner
Werner Niederbrunner ist 2. Sänger, außerdem spielt er Bassgitarre und Bariton.

### Lukas Oberlechner
Lukas Oberlechner spielt Steirische Harmonika und Keyboard.

## Diskografie

### Singles
- An weisse Berge haben wir das Herz verloren 2001
- Der Himmel auf Erden 2003

### Alben
- So schön ist Südtirol 1994
- Diese Sehnsucht führt mich zu dir 1998
- Unser Herz schlägt für die Berge 2005
- Heint gemma tonzn 2007

## Erfolgstitel
- Ja so schön ist Südtirol
- Der alte Apfelbaum
- Dann spür ich den Almenwind
- Wenn i vom Berg zrugg kimm
- Still ist´s in den Bergen

## TV-Auftritte
- Sieger Südtiroler Grand Prix der Volksmusik (heute Alpen Grand Prix) 1994
- ZDF Volkstümliche Hitparade mit Carolin Reiber 1998 und 2001
- ZDF Superhitparade mit Carolin Reiber 2001 (2. Platz)
- Grand Prix der Volksmusik 2005 (Sieger Vorentscheid Südtirol – Finale Platz 10)
- ZDF Lustige Musikanten mit Marianne und Michael
- ARD Immer wieder Sonntags mit Stefan Mross
- ARD Herzlichst Hansi Hinterseer